# Gruppo motopropulsore
Il gruppo motopropulsore, in un veicolo a motore, è l'insieme di componenti che producono e trasferiscono la potenza e la coppia all'elemento in cui si muove il veicolo stesso, cioè alla strada, all'acqua oppure all'aria.

## Descrizione

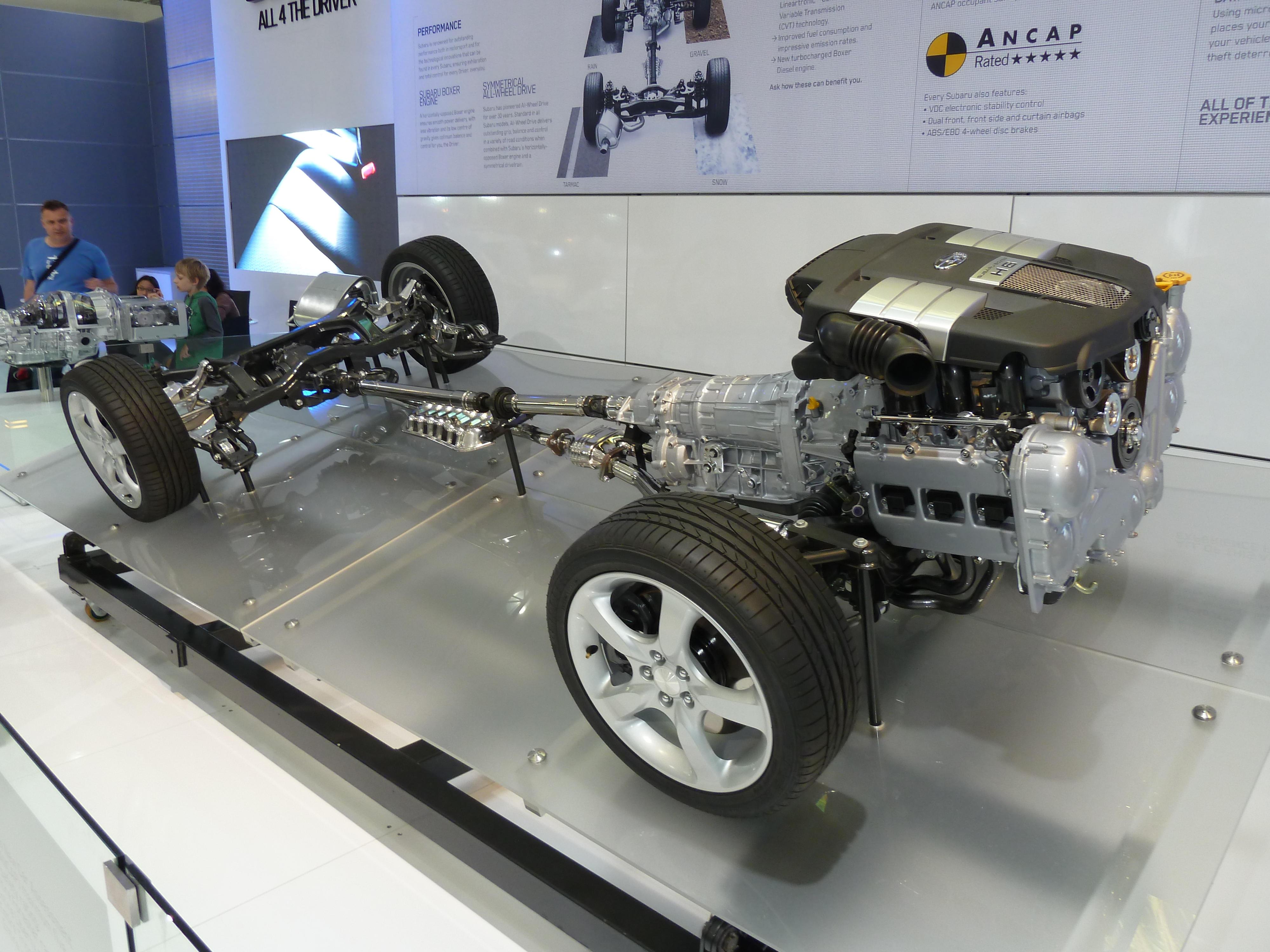
Il gruppo motopropulsore di un’autovettura

Il gruppo motopropulsore include il motore con tutti i suoi componenti (l'alimentazione, l'acceleratore, il sistema di raffreddamento, l'impianto di scarico, l'accensione, la batteria, ecc.), la trasmissione (comprensiva della frizione, del cambio, del differenziale, dell'eventuale albero di trasmissione, dei giunti, ecc.) e gli organi finali (ruote motrici, cingoli, eliche, ecc.).
A volte per “gruppo motopropulsore” si intende solamente il motore e la trasmissione, e in senso più ampio il termine include tutti i componenti utilizzati per trasformare l'energia immagazzinata (chimica, solare, nucleare, potenziale, ecc.) in energia cinetica per la propulsione del veicolo, che può possedere oppure no le ruote.